# Aci Catena
Aci Catena  (Jaci Catina en siciliano) es una comuna italiana de 26 920 habitantes de la provincia de Catania (Sicilia). Su superficie es de 8 km². Su densidad es de 3365 hab./km². Las comunas limítrofes son Aci Castello, Aci Sant'Antonio, Acireale, y Valverde.

## Etimología mitológica
El nombre Aci, del latín Acis, era un río que en la época griega corría por la zona, pero a causa de sucesivas erupciones del Etna desapareció bajo el suelo aflorando hoy casi junto al mar cerca del puerto pesquero de Acireale, Santa María La Scala. De este lugar se conformaba al comienzo una gran parte de los pescadores de la colonia del Puerto de Mar del Plata.
El río está ligado a una leyenda de donde toma el nombre: la leyenda de Aci, Galatea y Polifemo. En aquellas tierras floridas pacía su rebaño el cíclope Polifemo, una mole sucia, voraz, ser rudimentario y con un ojo solamente. Una noche el gigante descansando en la playa fue atraído por la presencia de la ninfas del agua que jugaban y reían entre el acercarse de las olitas del argénteo mar. El corazoncito del tosco Polifemo fue inmediatamente golpeado por la belleza de las doncellas y en particular por una de ella: Galatea. Y les he mostró, asustándolas, menos a Galatea que lo enfrentó amenazándolo y desviando todos los ‘dulces’ intentos para la ocasión que mostraba Polifemo, aduciendo con despecho que estaba enamorada de un hermoso joven llamado Aci. Resentido y rabioso Polifemo buscó al rubio pastor y encontrándolo lo mató súbitamente con una gruesa piedra. Galatea lloró a gritos la dolorosa muerte del amado, y los dioses para compensar y mitigar el dolor de la ninfa transformaron en aguas frescas y cristalinas al pastor y a la misma piedra que había servido para el asesinado, formándose así un río que tomó el nombre de Aci. Y parece que en el lugar se erigió un pequeño pueblo que luego de ser destruido por las erupciones del Etna, los habitantes se esparcieron formando pequeñas comunidades con el topónimo ‘aci’.

## Evolución demográfica
| Gráfica de evolución demográfica de Aci Catena entre 1861 y 2001 |
|                                                                  |
| Fuente ISTAT - elaboración gráfica de Wikipedia                  |

## Ciudades hermanadas
- Campofiorito (Italia)
- Catenanuova (Italia)
- Ceuta (España)

- Datos: Q341299
- Multimedia: Aci Catena / Q341299

1. ↑  Worldpostalcodes.org, código postal n.º 95022.
2. ↑  «Codici Catastali». Comuni-italiani.it (en italiano). Consultado el 29 de abril de 2017.